# Universidad del Azuay
La Universidad del Azuay (UDA) es una universidad ecuatoriana ubicada en la provincia de Azuay, cuya sede se encuentra en la ciudad de Cuenca.

## Historia
Nació en el año 1968 como una institución filial de la Universidad Católica Santiago de Guayaquil en la ciudad de Cuenca  bajo el nombre de  Instituto de Filosofía de la Universidad Católica Santiago de Guayaquil en Cuenca y con la autorización de la Santa Sede, sin embargo la inauguración oficial de la institución se llevó a cabo el 2 de mayo de 1969. 
El Instituto comenzó sus actividades en el curso lectivo 1968-1969, con los profesores Francisco Olmedo Llorente, Claudio Malo González, Carlos Pérez Agustí, Rafael Galiana, José Castelví Queralt y Nelson Yánez Ortega. "Parece que el primer curso contó con sesenta y ocho alumnos, treinta de ellos, seminaristas".
El primer director del Instituto fue el sacerdote Agustín López Conesa, por delegación del arzobispo de Cuenca. Al inicio del curso 1969-1970, la dirección del Instituto pasó al sacerdote Alonso Montero, cuyo nombramiento oficial se realizó el 11 de noviembre de 1969. 
El 3 de diciembre de 1970, con la creación de la Escuela de Contabilidad Superior pasó a llamarse Universidad Católica Santiago de Guayaquil en Cuenca . El 11 de diciembre de 1970, Claudio Malo se posesionó como Director Académico de la Universidad Católica de Santiago de Guayaquil en Cuenca, nombrado por la Junta General de Profesores el 10 de diciembre de 1970.
Más tarde, las dos unidades académicas de la Universidad Católica de Santiago de Guayaquil en Cuenca (el Instituto Superior de Filosofía y la Escuela de Contabilidad Superior y Administración de Empresas) solicitaron su anexión a la Pontificia Universidad Católica del Ecuador, lo que se concretó el 19 de noviembre de 1976 y con ello las unidades se convirtieron en las Facultades de Filosofía, Letras y Ciencias de la Educación así como la de Contabilidad Superior y Ciencias de la Administración.
En 1990 luego de cumplir con todos los requisitos legales fue reconocida como Universidad del Azuay nombre con el cual se mantiene hasta la actualidad. Poco a poco fue incorporando nuevas carreras y con ello la creación de las demás Facultades que componen la Universidad.

## Facultades
La Universidad del Azuay cuenta con las facultades de:
Ciencias de la Administración
- Administración de Empresas
- Contabilidad y Auditoría
- Economía
- Ingeniería en Ciencias de la Computación
- Marketing

Ciencias Jurídicas
- Derecho
- Estudios Internacionales

Ciencia y Tecnología
- Biología
- Ingeniería Civil
- Ingeniería de la Producción
- Ingeniería Electrónica
- Ingeniería en Alimentos
- Ingeniería en Mecánica Automotriz
- Ingeniería en Minas
- Ingeniería Ambiental

Diseño, Arquitectura y Arte
- Arquitectura
- Creación Teatral
- Diseño de Interiores
- Diseño de Productos
- Diseño Gráfico
- Diseño Textil e Indumentaria

Filosofía, Letras y Ciencias de la Educación
- Comunicación
- Turismo
- Educación Básica
- Educación Inicial

Psicología
- Psicología Clínica
- Psicología Educativa
- Psicología Organizacional

Medicina
- Medicina

Desde 2012 pertenece a la Red Ecuatoriana de Universidades para Investigación y Postgrados.

|  | Nombre                    | Inicio de administración | Fin de administración |
|  | ------------------------- | ------------------------ | --------------------- |
|  | Juan Cordero              | 1990                     | 1992                  |
|  | Mario Jaramillo Paredes   | 1992                     | 2012                  |
|  | Carlos Cordero Díaz       | 2012                     | 2017                  |
|  | Francisco Salgado Arteaga | 2017                     | Presente              |

## Facultad de Medicina
La Facultad de Medicina de la Universidad del Azuay fue creada con el objetivo de formar profesionales en salud con sólidos conocimientos científicos, humanísticos y éticos, comprometidos con la atención integral del paciente y el bienestar de la comunidad. El programa académico combina una rigurosa formación teórica con prácticas clínicas progresivas en centros de salud y hospitales de la región, en coordinación con el Ministerio de Salud Pública. 
Desde su creación, la carrera ha priorizado el enfoque en la medicina preventiva, la responsabilidad social y la excelencia académica, posicionándose como una de las más competitivas en el centro-sur del país. 
En el Examen de Habilitación para el Ejercicio Profesional de Medicina, organizado por el Consejo de Aseguramiento de la Calidad de la Educación Superior (CACES) en octubre de 2024, el 100% de los egresados de la carrera de Medicina de la Universidad del Azuay aprobaron el examen, resultado que destaca el alto nivel académico de la facultad y su compromiso con la calidad educativa. 